# لواء قصبة الكرك
لواء قصبة الكرك أحد ألوية محافظة الكرك ومركزه مدينة الكرك يقع في وسط محافظة الكرك . يحده من الشمال  لواء القصر، من الجنوب لواء المزار الجنوبي، من الشرق لـواء القطرانة، ومن الغرب لواء الأغوار الجنوبية. يبلغ عدد سكانه 101377 نسمة ويشمل المدن والقرى التالية :
1. الكرك
2. ادر
3. الشهابية
4. منشية أبو حمور
5. الجديدة
6. راكين
7. العدنانية
8. الثنية
9. بتير
10. الغوير
11. مدين
12. سمرا
13. مرود
14. بذان وبردى
15. البقيع
16. زحوم
17. المشيرفه
18. عينون
19. موميا
20. وادي ابن حماد
21. سكا
22. الراشديه
23. الوسيه
24. المامونية
25. الصالحية
26. المحمودية
27. أم رمانة
28. العزيزية
29. العباسية
30. العبدلية
31. اللجون
32. قريفله
33. الحويه
34. كمله
35. المريغه
36. الزغرية

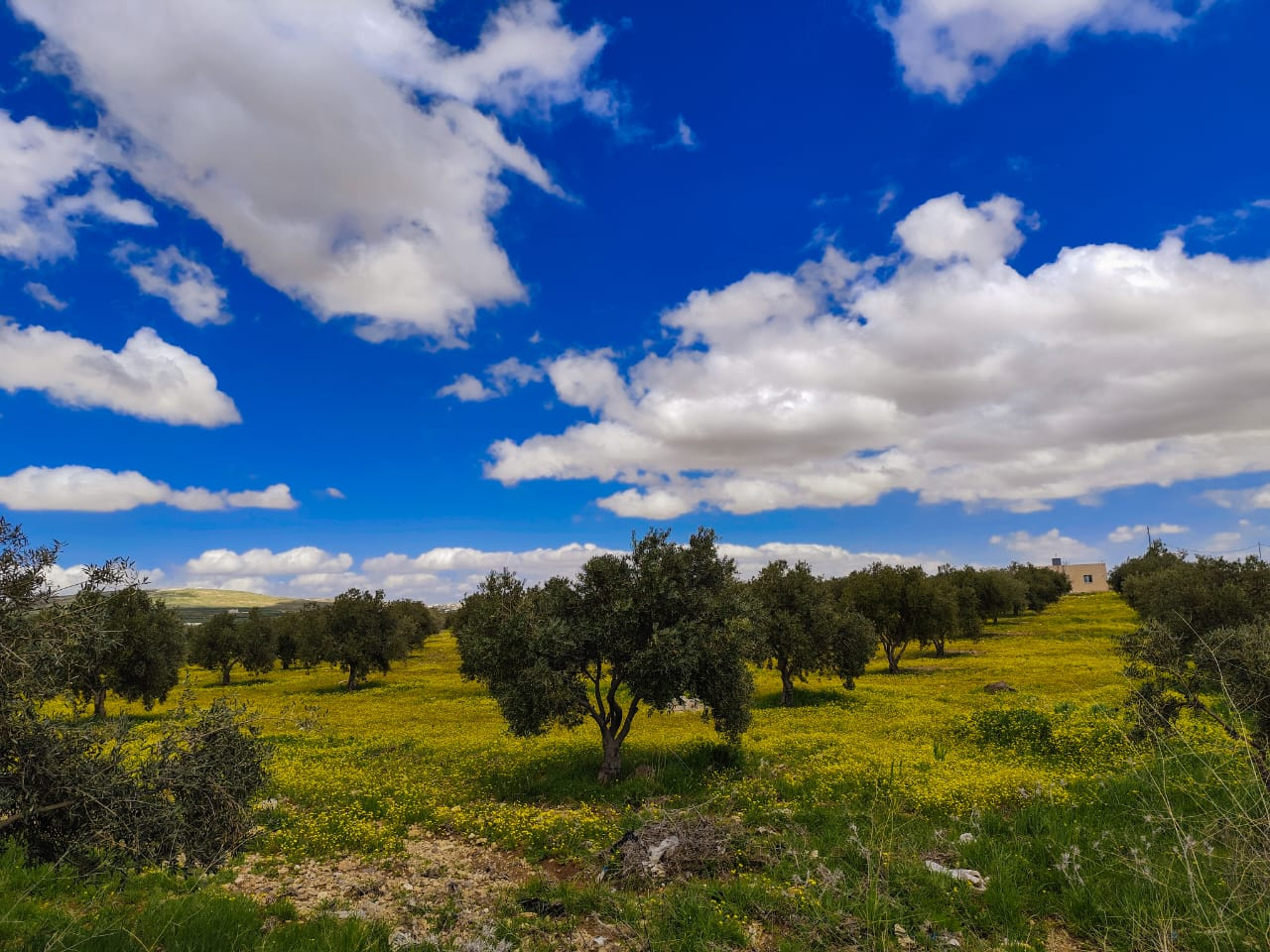
حقل زيتون في الكرك- العُمريّة.
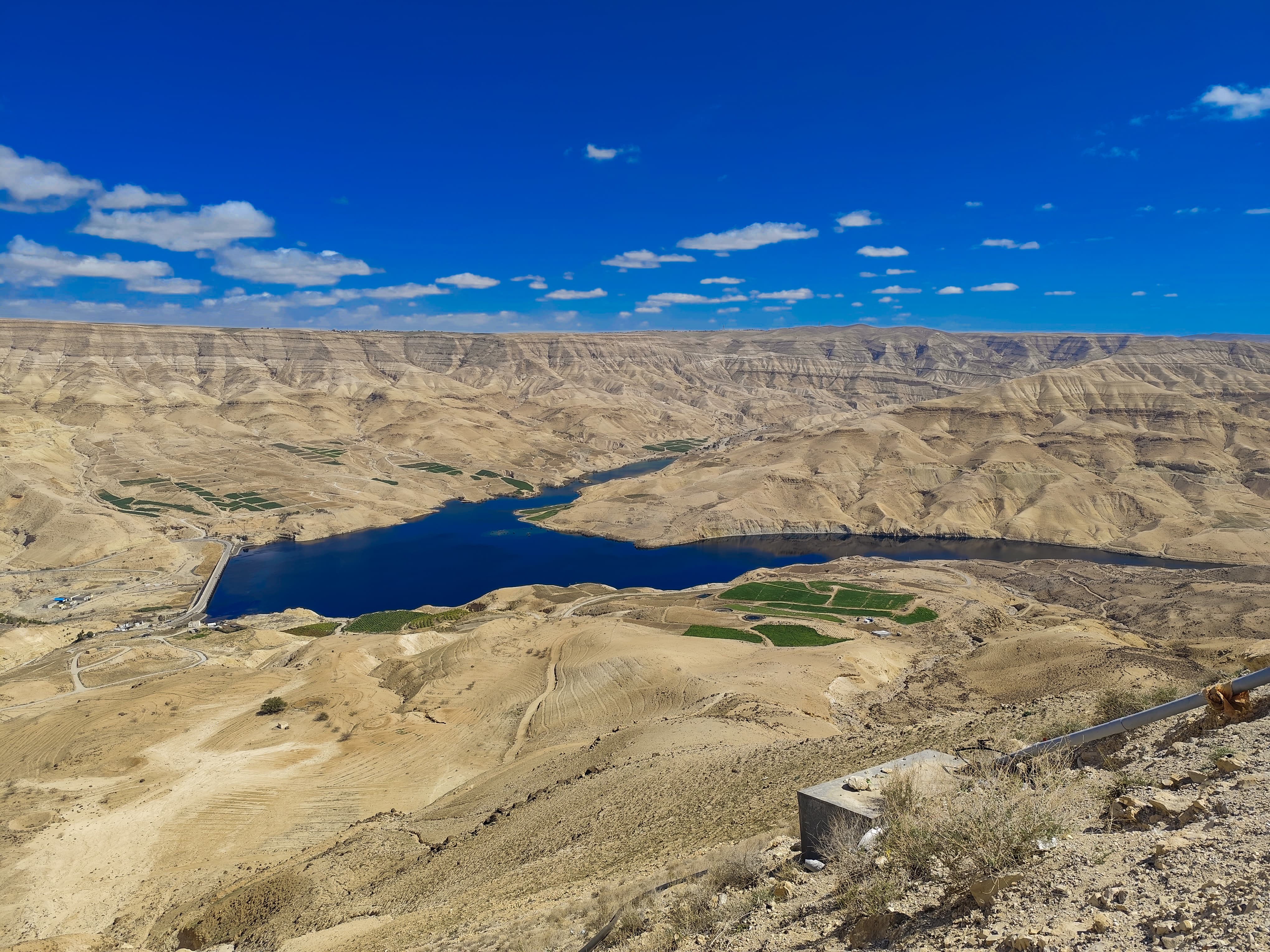
سد الموجب بين الكرك ومأدبا.
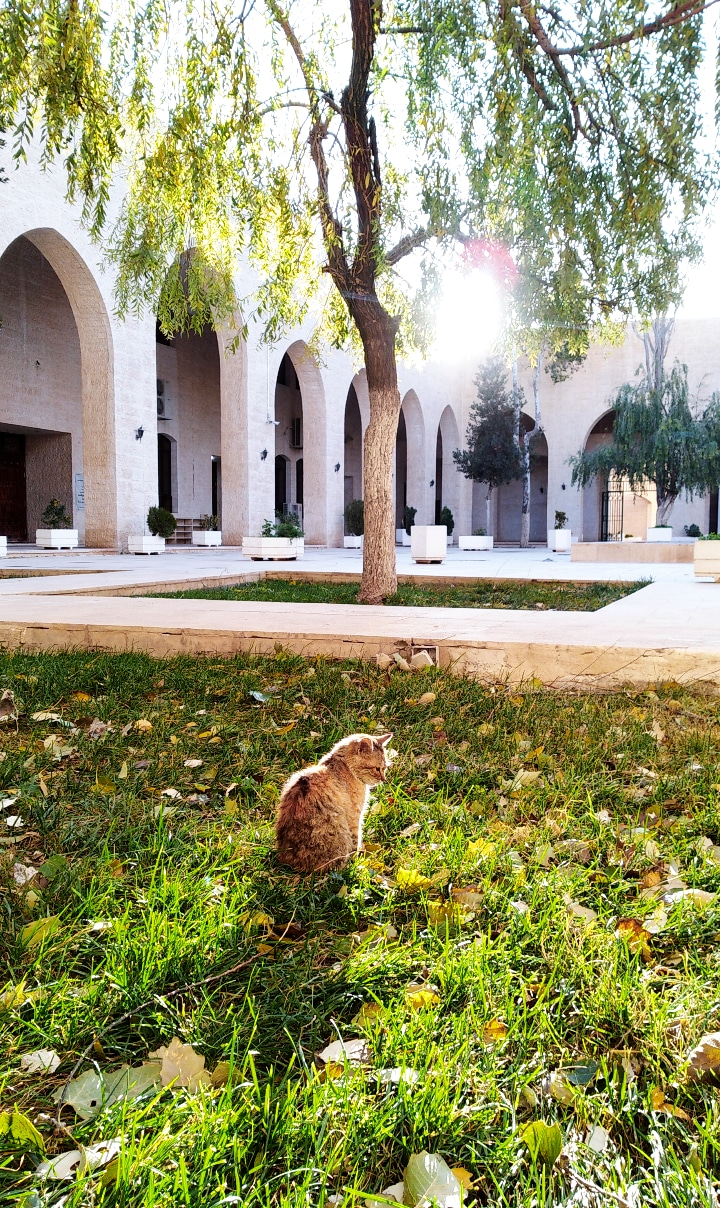
مقامات المزار الجنوبي:الكرك.
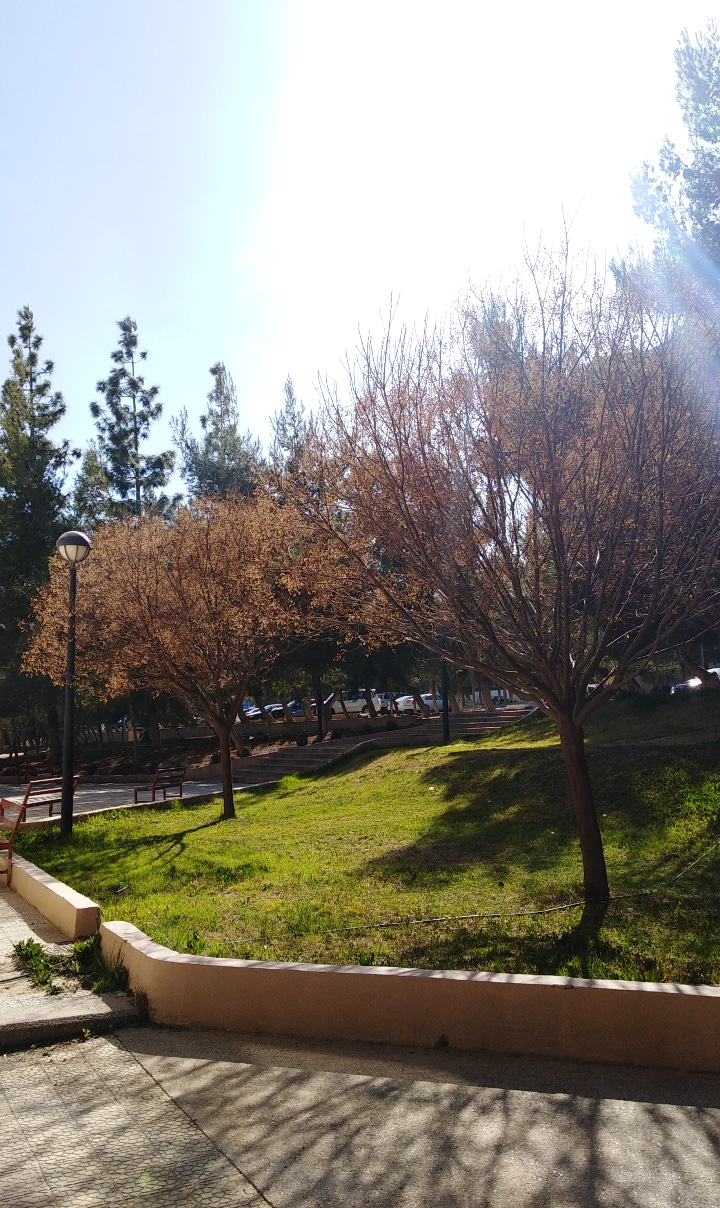
ممرات جامعة مؤتة في فصل الخريف.
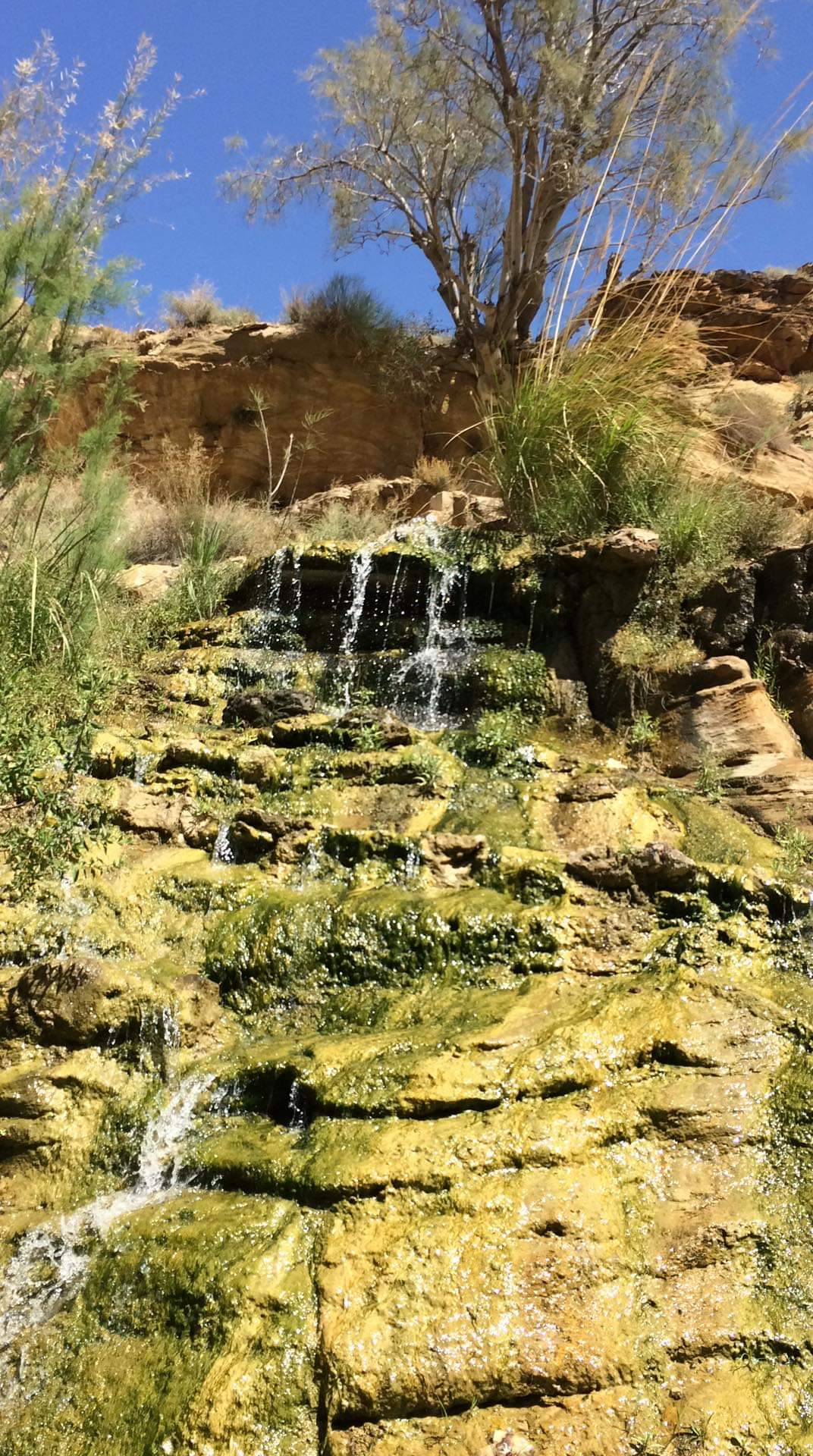
وادي بن حماد مدينة الكرك في الأردن.
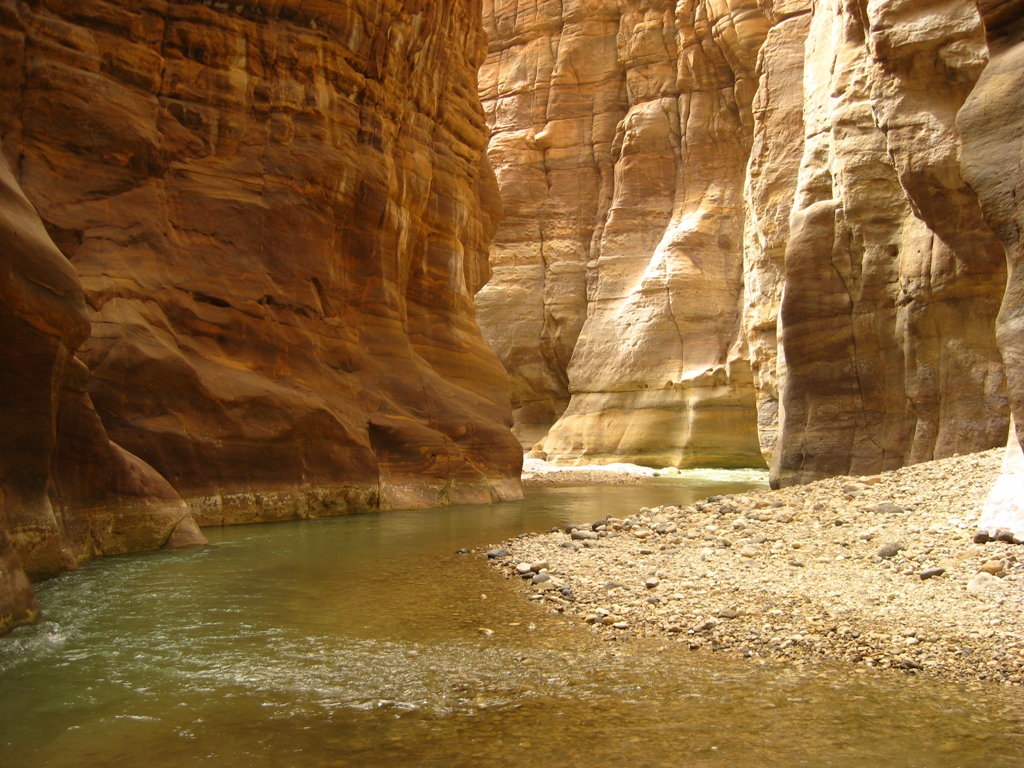
وادي الموجب.
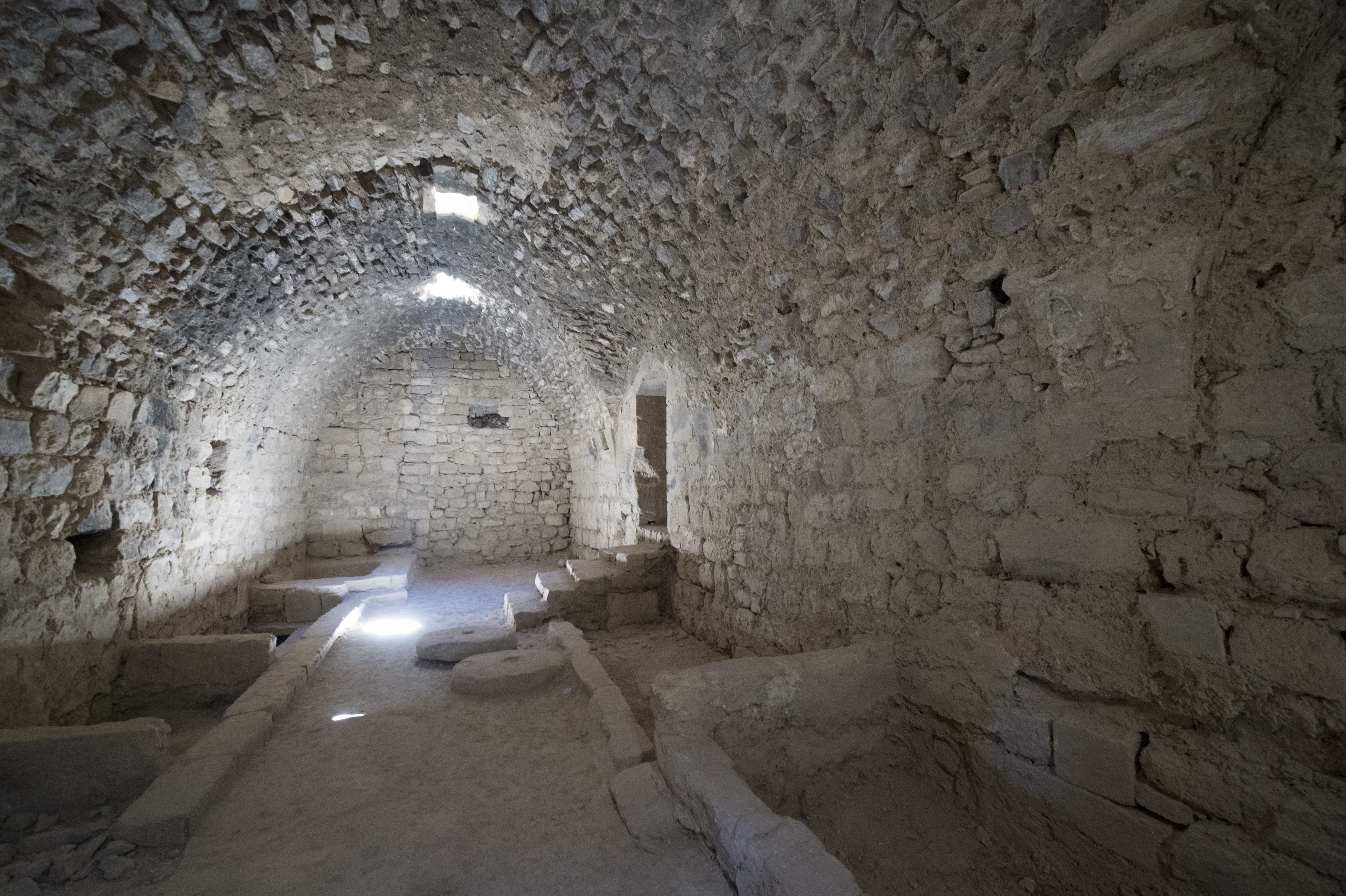
قلعة الكرك من الداخل.
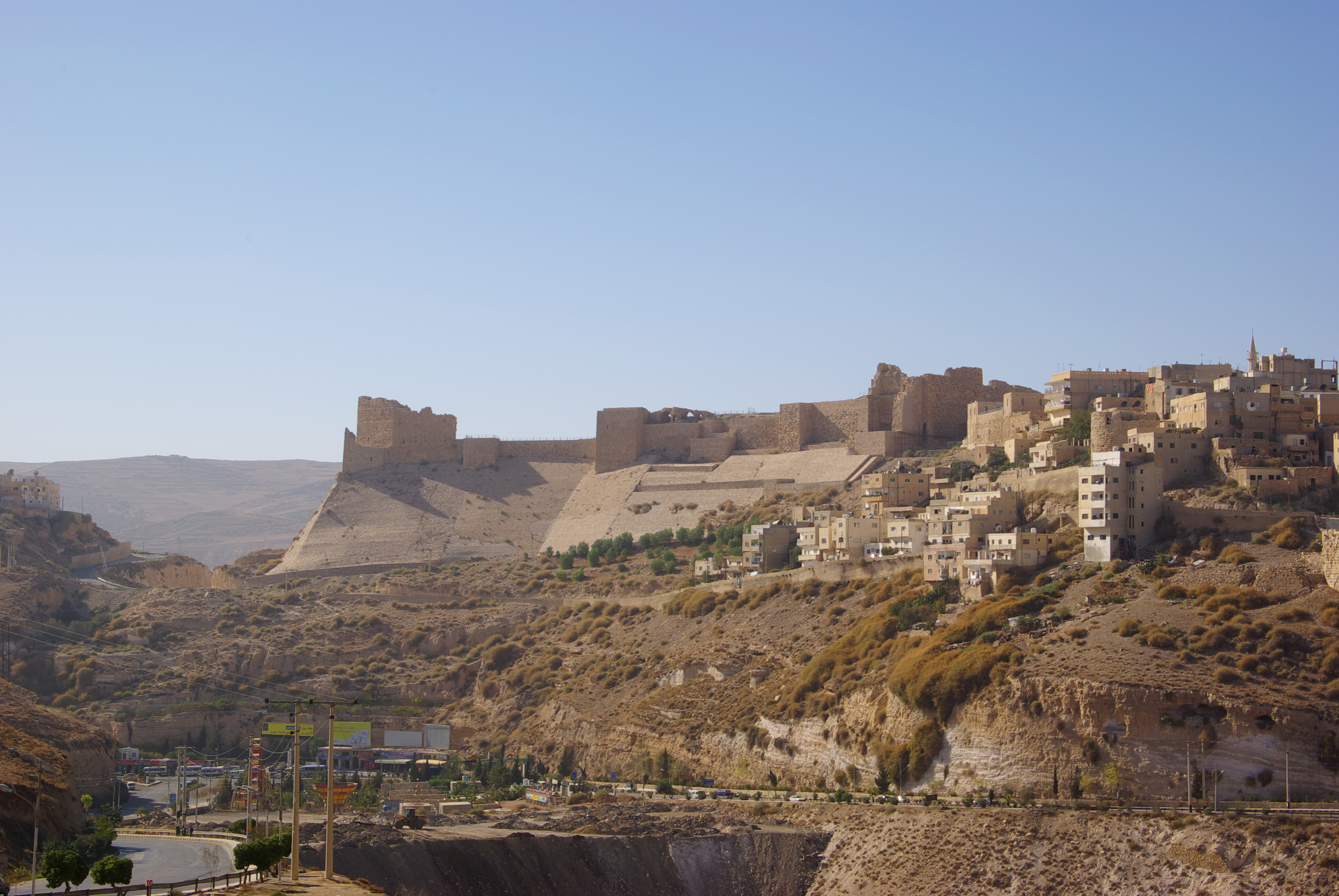
صورة بانوراما قلعة الكرك تظهر فيها قلعة الكرك وتم التقاط هذه الصورة من مدينة المرج المقابلة لمدينة الكرك.
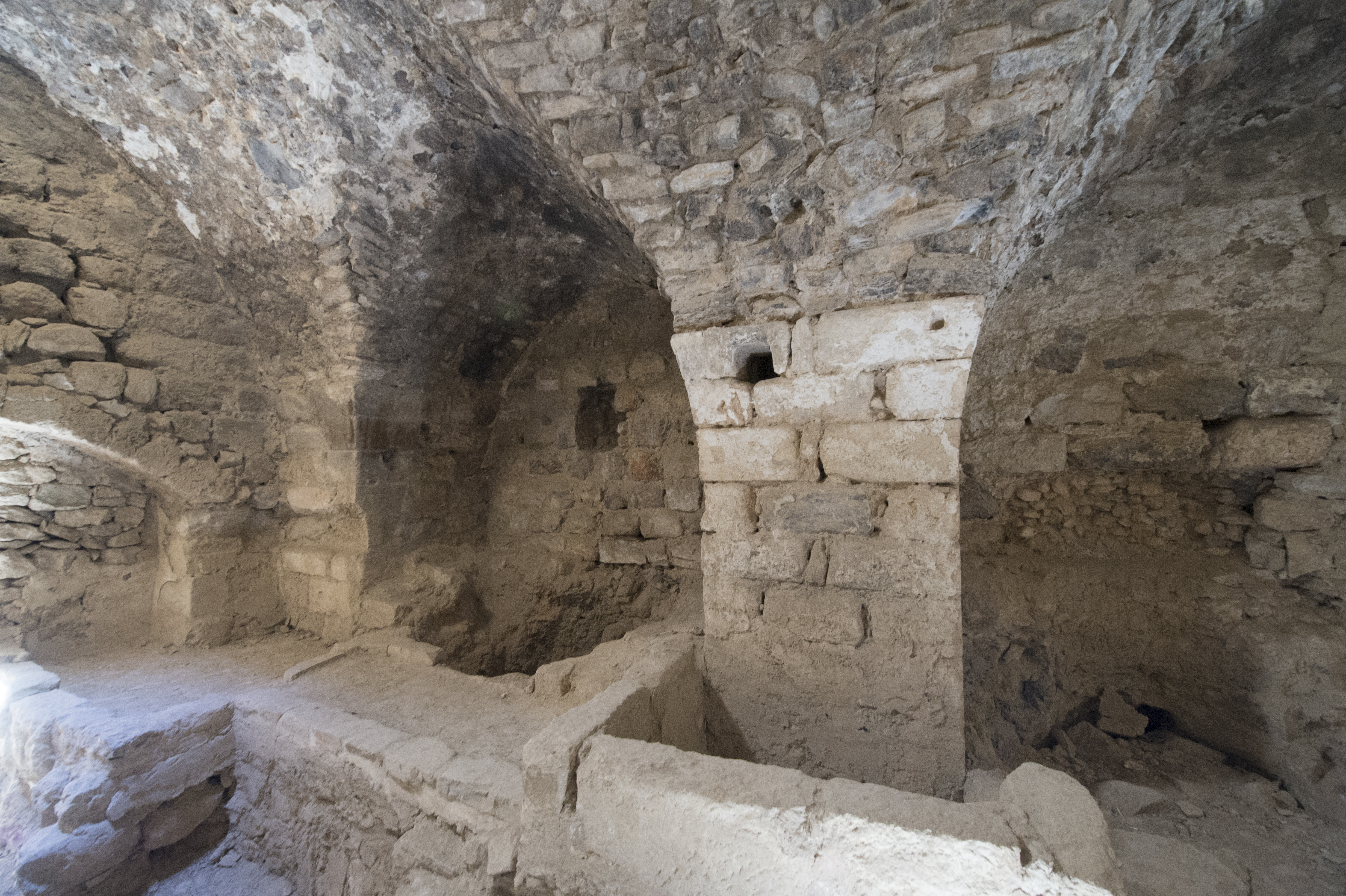
غرفة من غرف قلعة الكرك ويُقال بأنها كانت تُستخدم كمطبخ.
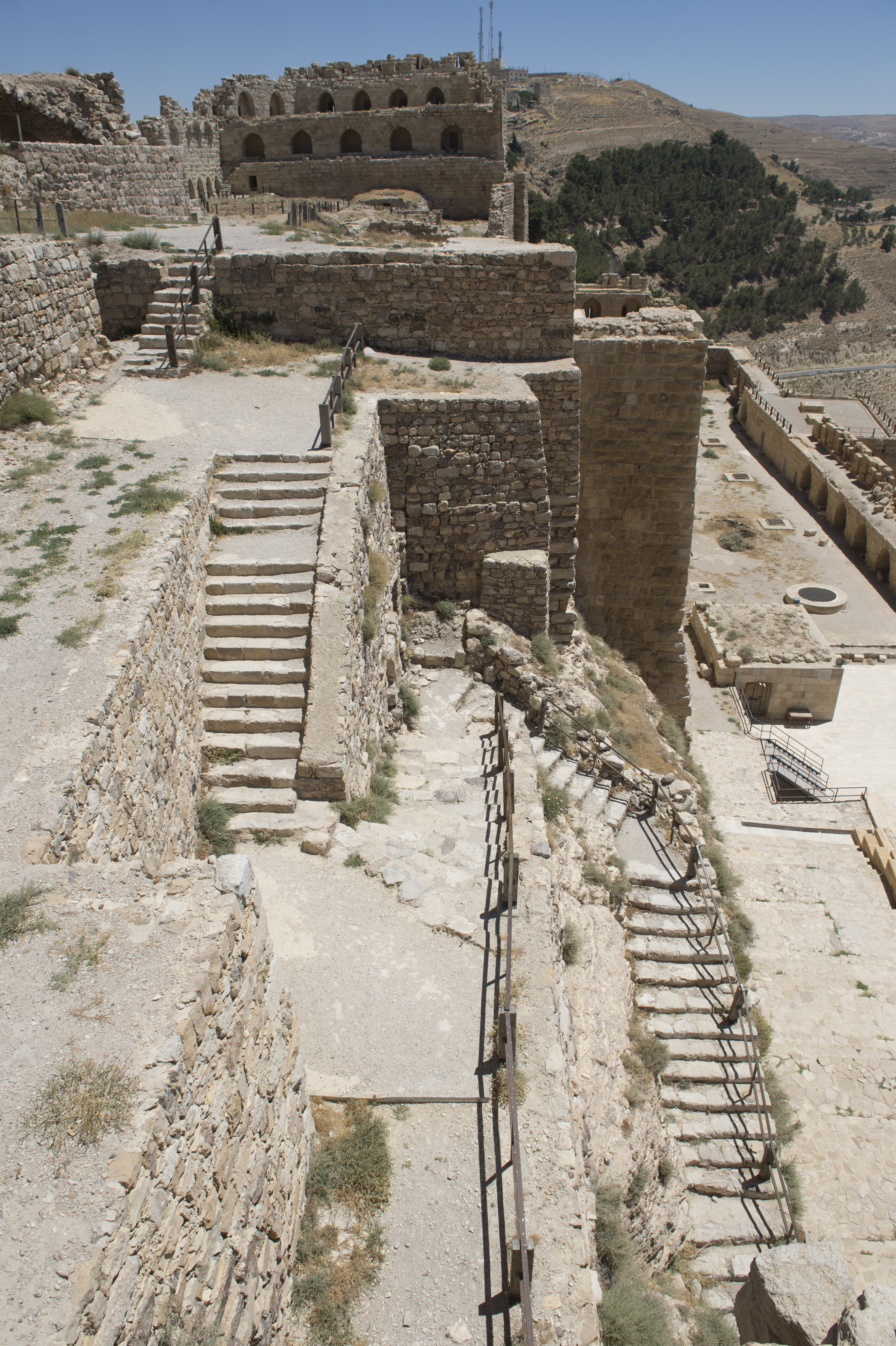
الدرج الذي يفصل بين الممر السفلي و الممر العلوي في القلعة.
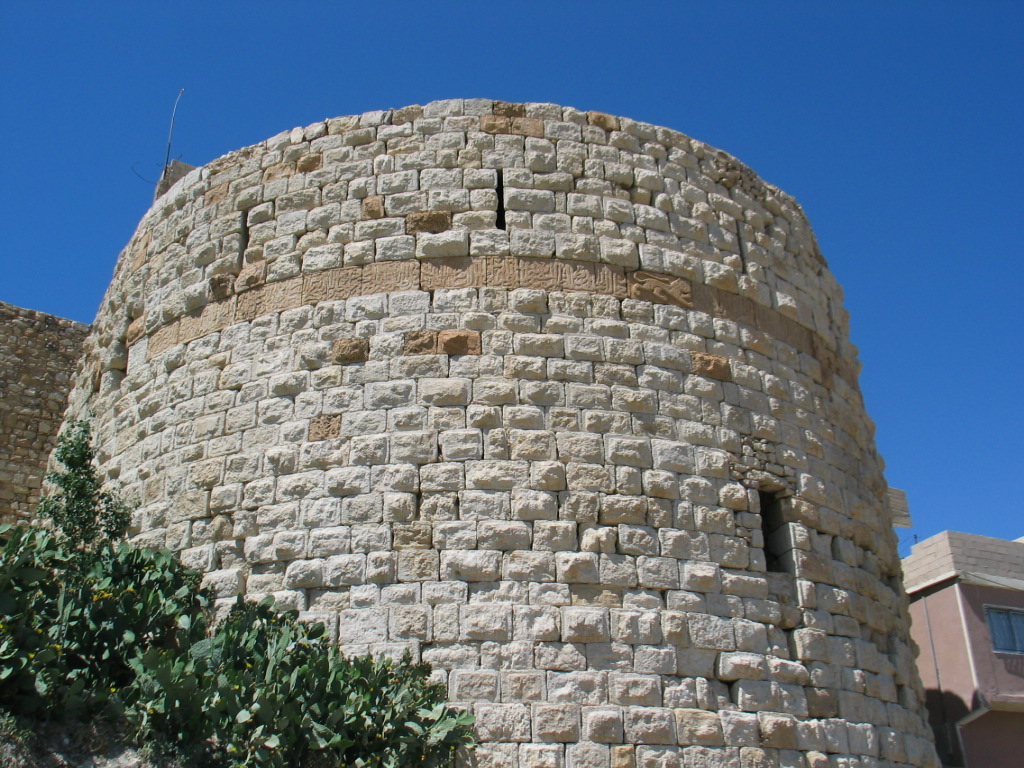
برج الظاهر بيبرس والذي يقع في إحدى حارات الكرك.
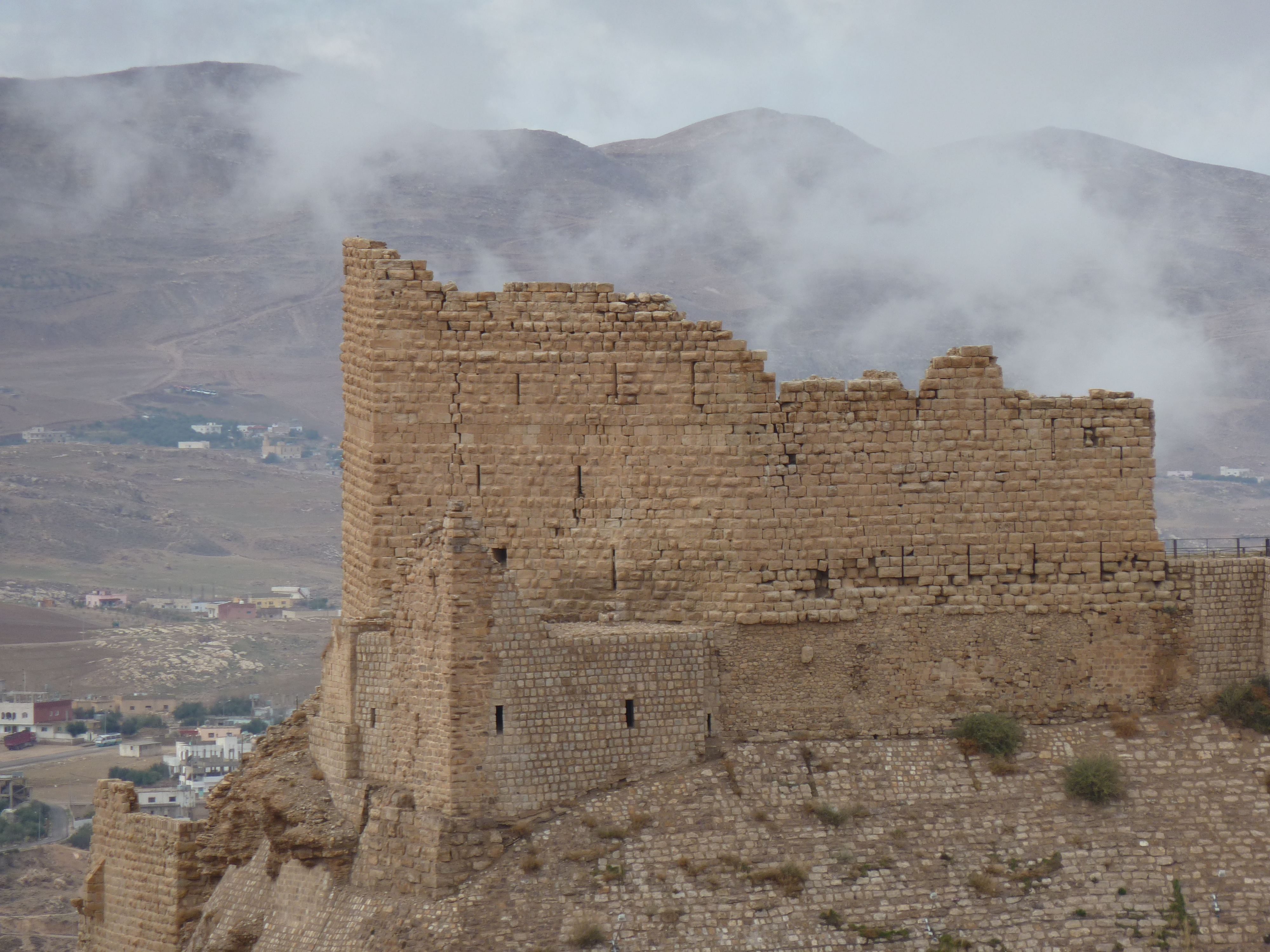
قلعة الكرك البرج الجنوبي.
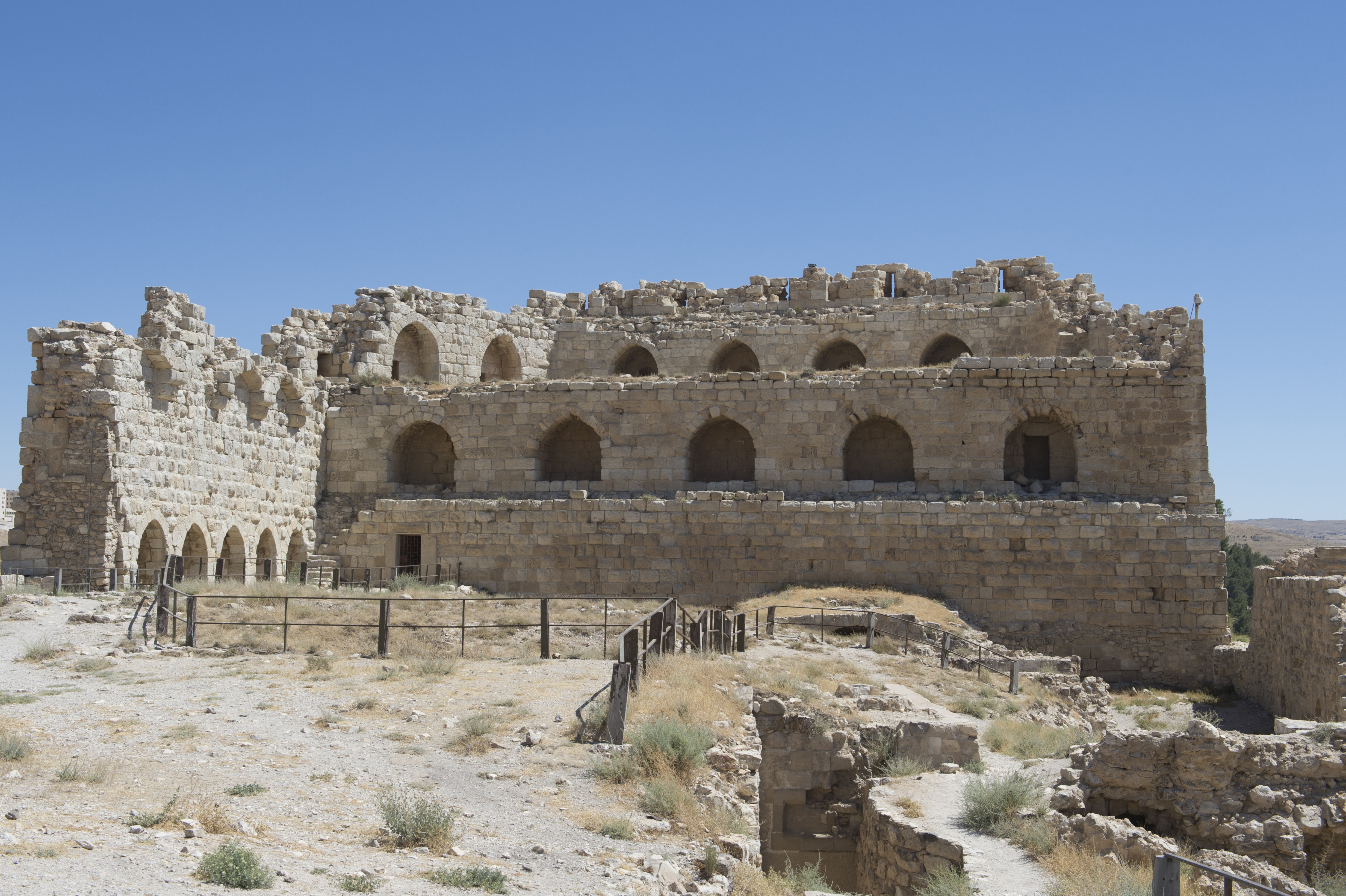
جانب من جوانب القلعة.
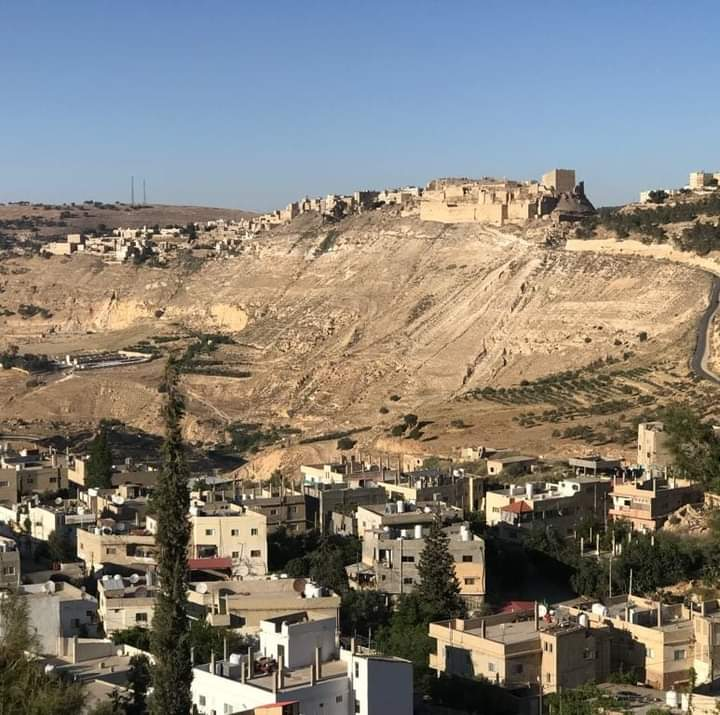
قرية الشهابية في الكرك.
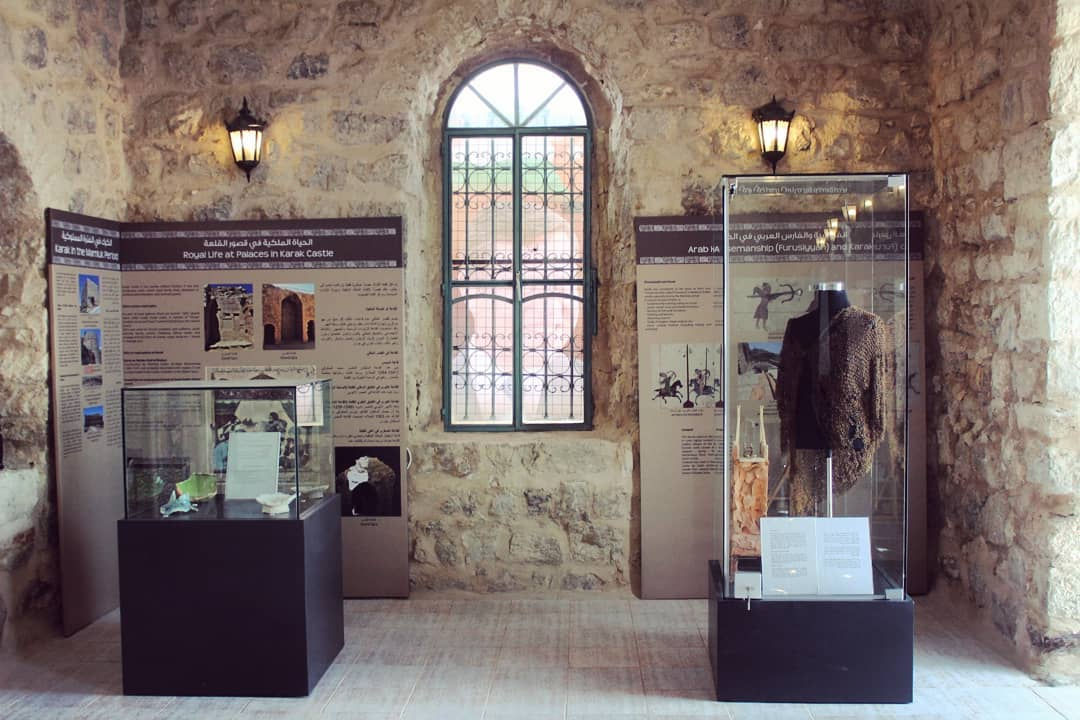
متحف قلعة الكرك الأثري.
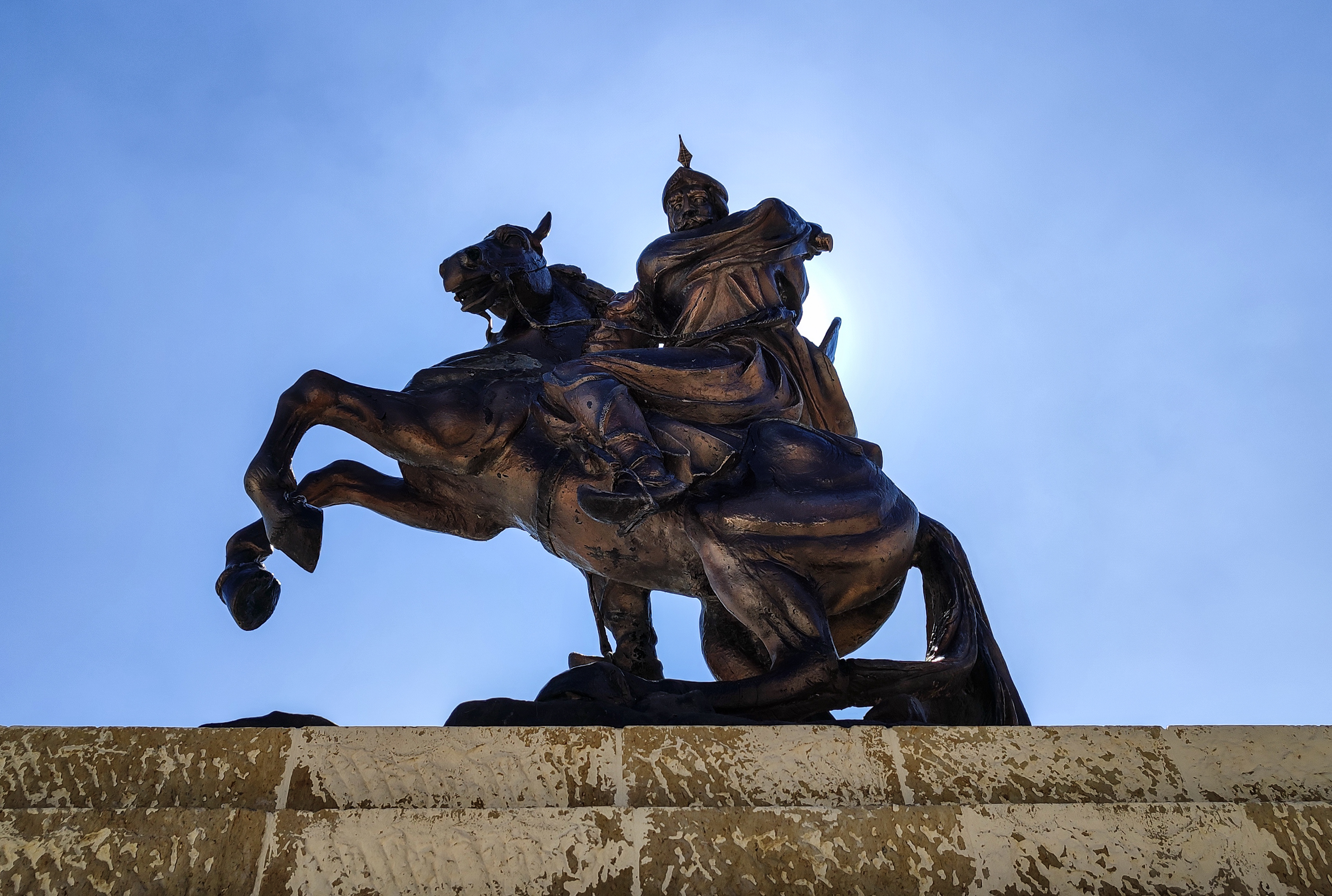
تمثال صلاح الدين الذي كان سابقاً موجود في منتصف مدينة الكرك بين شارع الذهب والشارع المؤدي إلى المسجد العُمري. حالياً يوجد التمثال في ساحة القلعة.
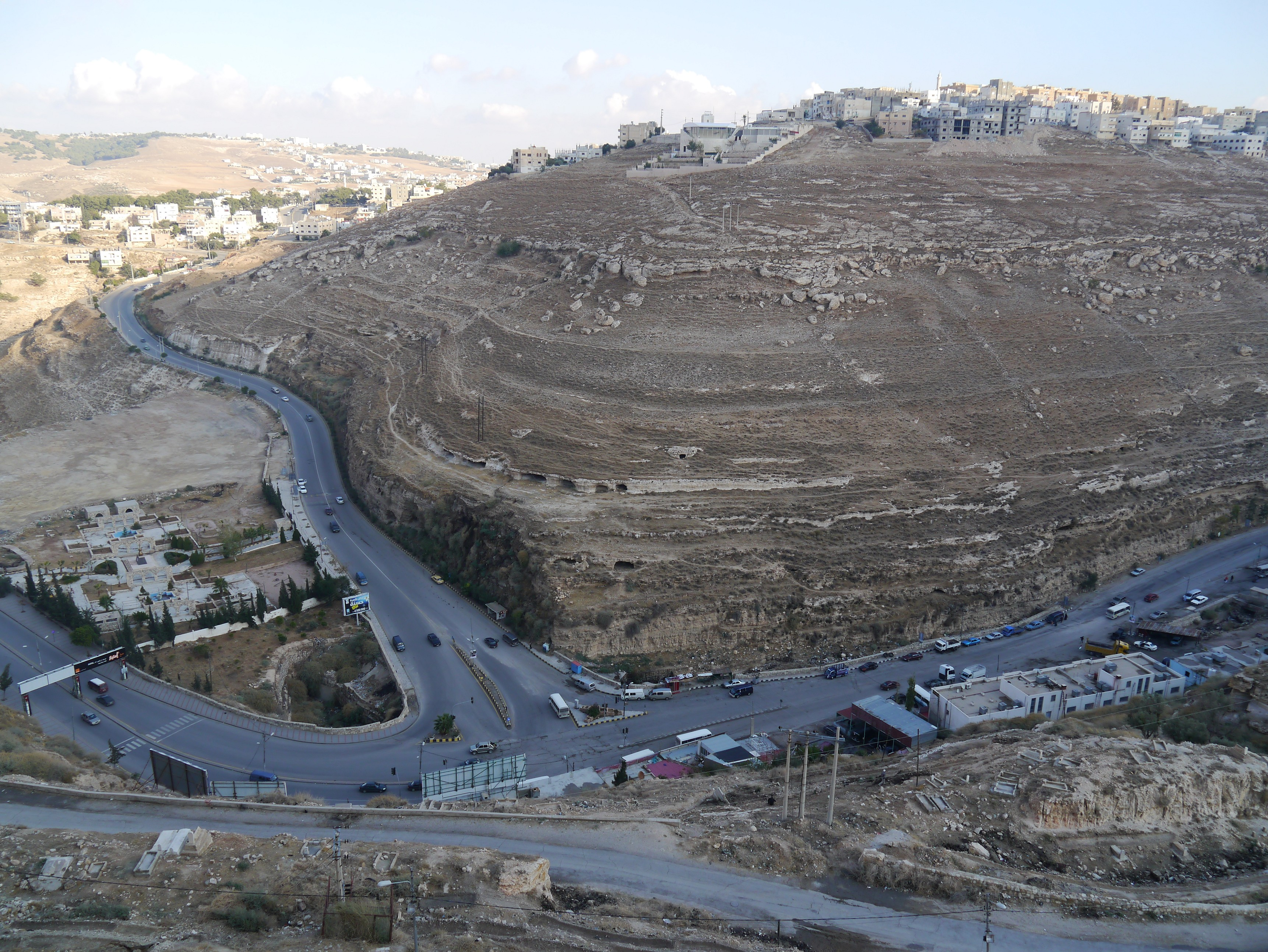
تظهر في هذه الصورة الشوارع التي تتفرع إلى مناطق وقرى الكرك. اتجاه اليمين يؤدي إلى مؤتة. اليسار باتجاه مدينة الكرك. الوسط هو الكريق الم}دي إلى مدينة المرج.
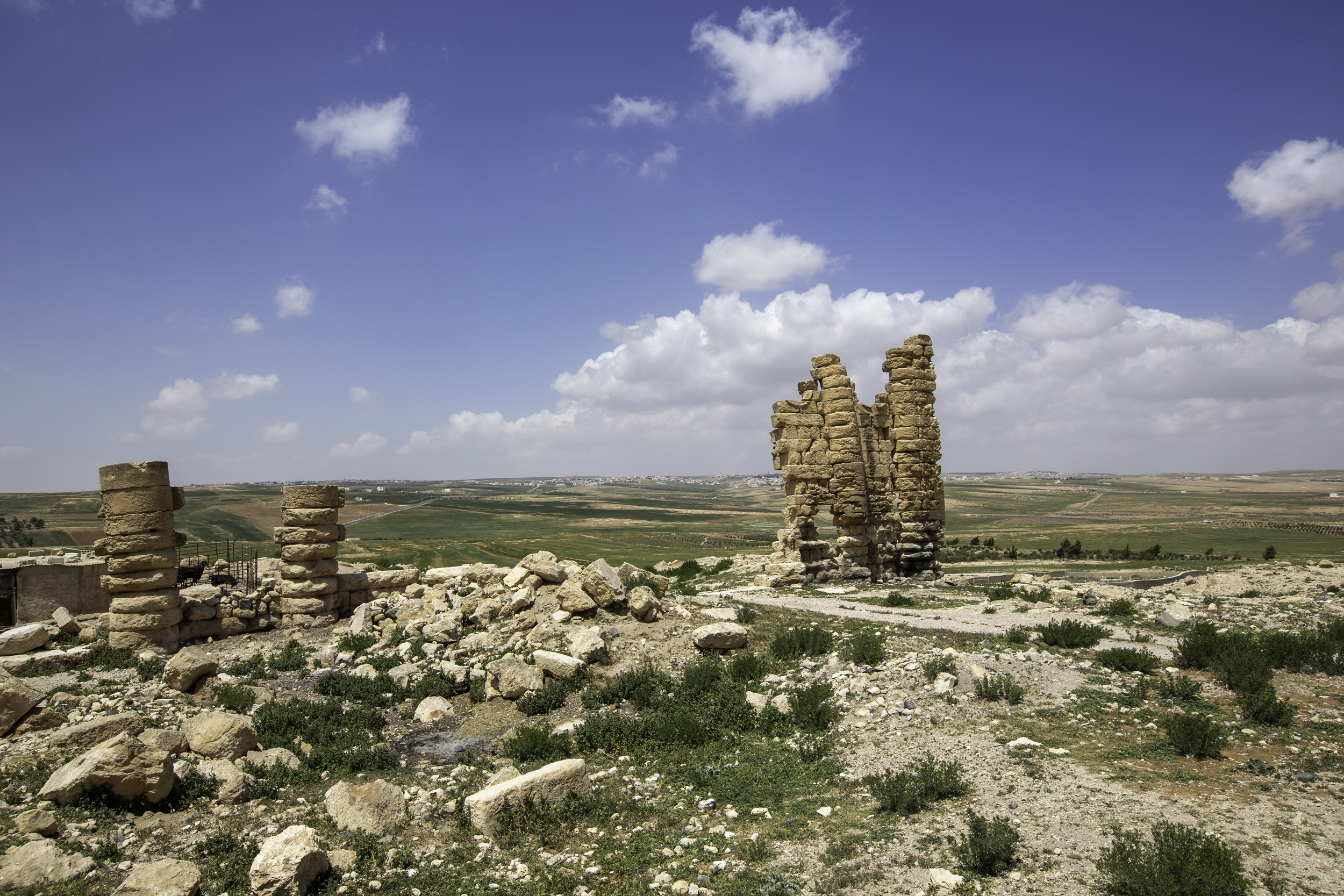
ذات راس هي إحدى قرى ومناطق جنوب الكرك وتشتهر بزيت الزيتون والتين ونادي ذات راس وهو نادي كرة قدم أردني من الكرك تأسس في عام 1980.
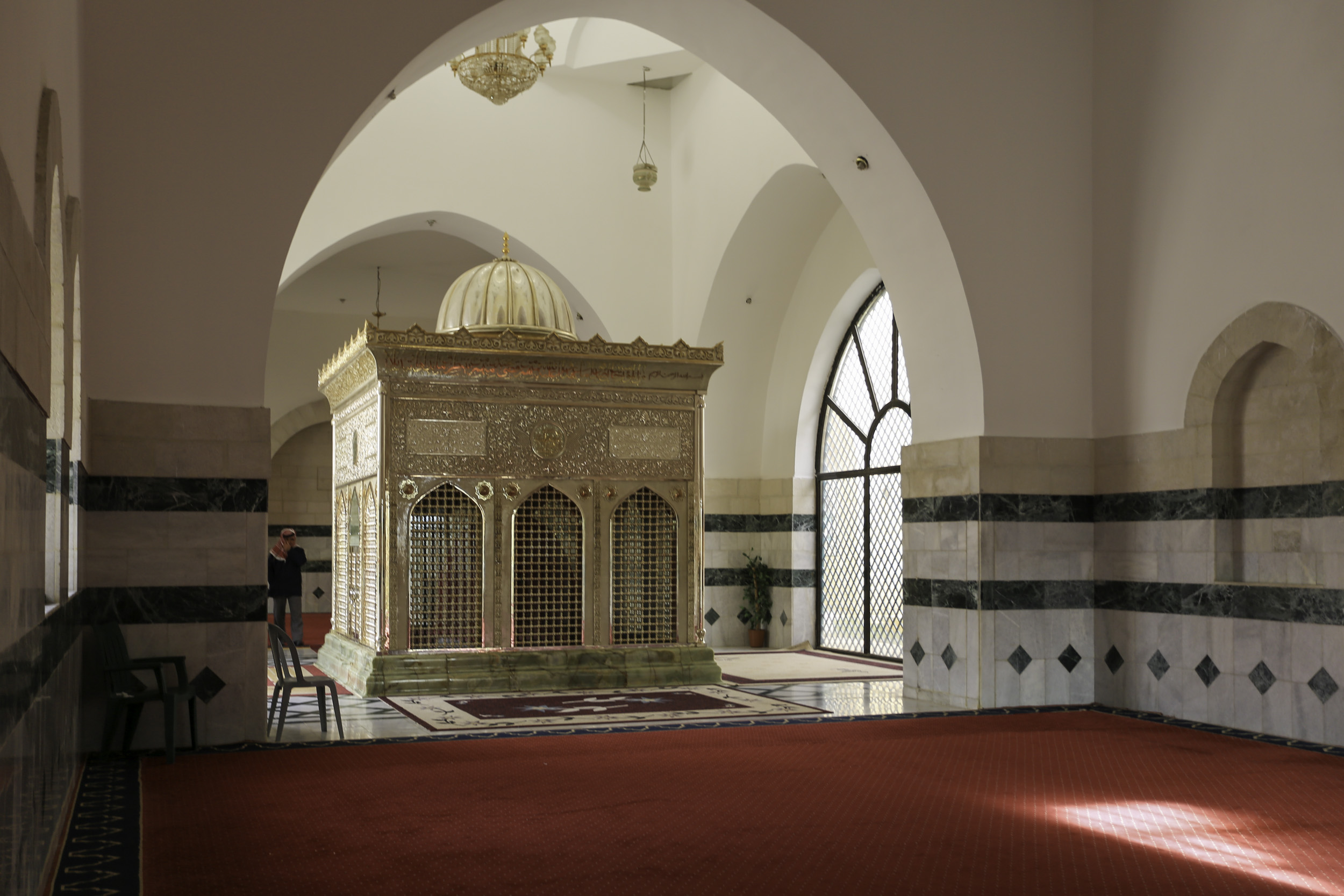
المزار الجنوبي ونرى في الصورة مقام جعفر بن ابي طالب رضي الله عنه.
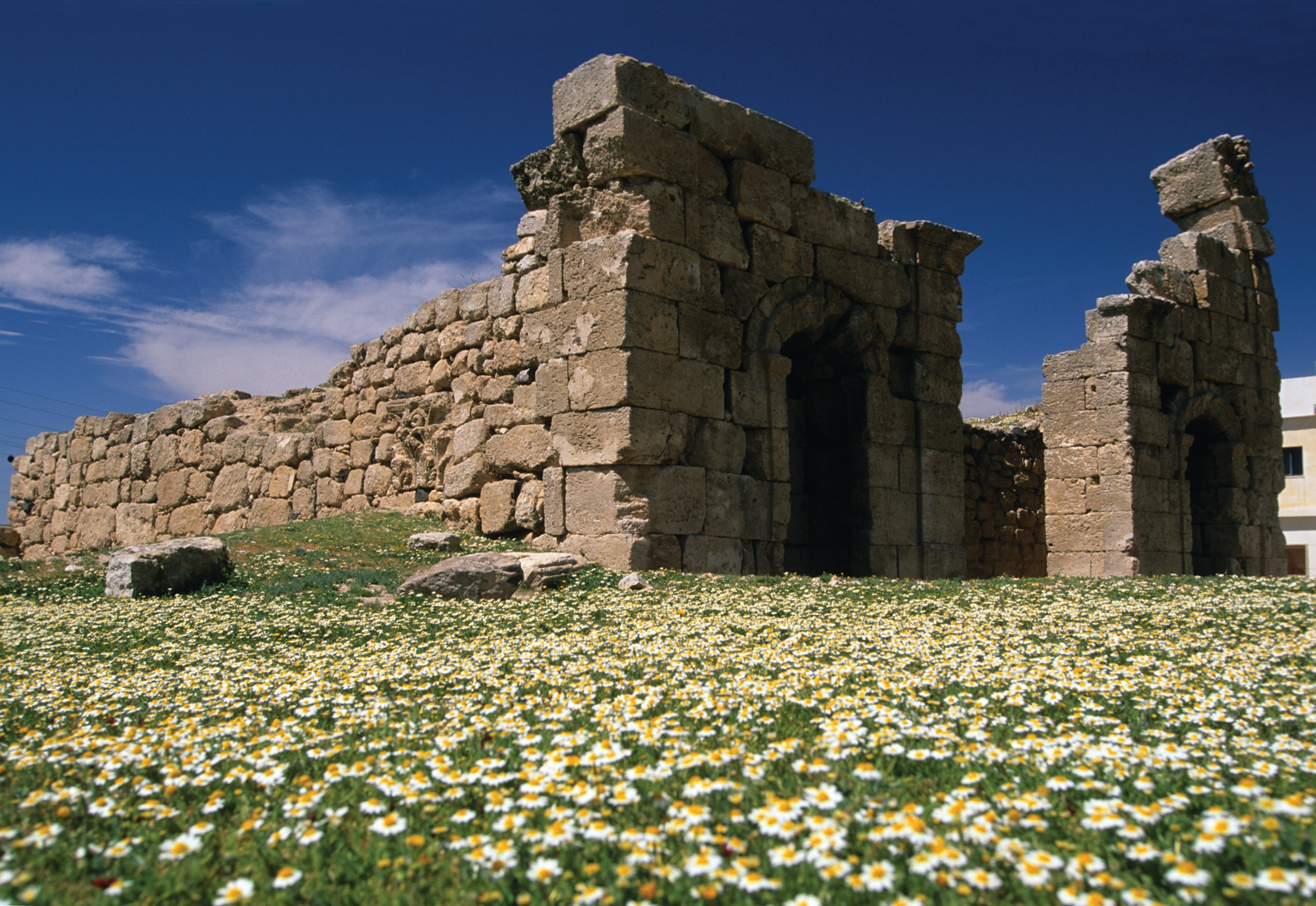
قلعة الربّة في شمال الكرك.